# 2013 UH15
2013 UH15, também escrito como 2013 UH15, é um objeto transnetuniano que está localizado no disco disperso, uma região do Sistema Solar. Ele possui uma magnitude absoluta de 7,7 e tem um diâmetro estimado em torno de 127 km.

## Descoberta
2013 UH15 foi descoberto no dia 29 de outubro de 2013.

## Órbita
A órbita de 2013 UH15 tem uma excentricidade de 0,796 e possui um semieixo maior de 171 UA. O seu periélio leva o mesmo a uma distância de 34,929 UA em relação ao Sol e seu afélio a 307 UA.